# 维什霍罗德
维什霍罗德（烏克蘭語：Вишгород，羅馬化：Vyshhorod，發音：[ˈwɪʒɦorod]）是乌克兰基辅州维什霍罗德区维什霍罗德市镇内的城市，为该区及该市镇的行政中心。該市位於基輔水庫（聶伯河一部分）右岸，距離首都基輔18公里，面積8.7平方公里，海拔高度112米，2022年人口数量为33,109人。基輔水電站位于该市。

## 图集

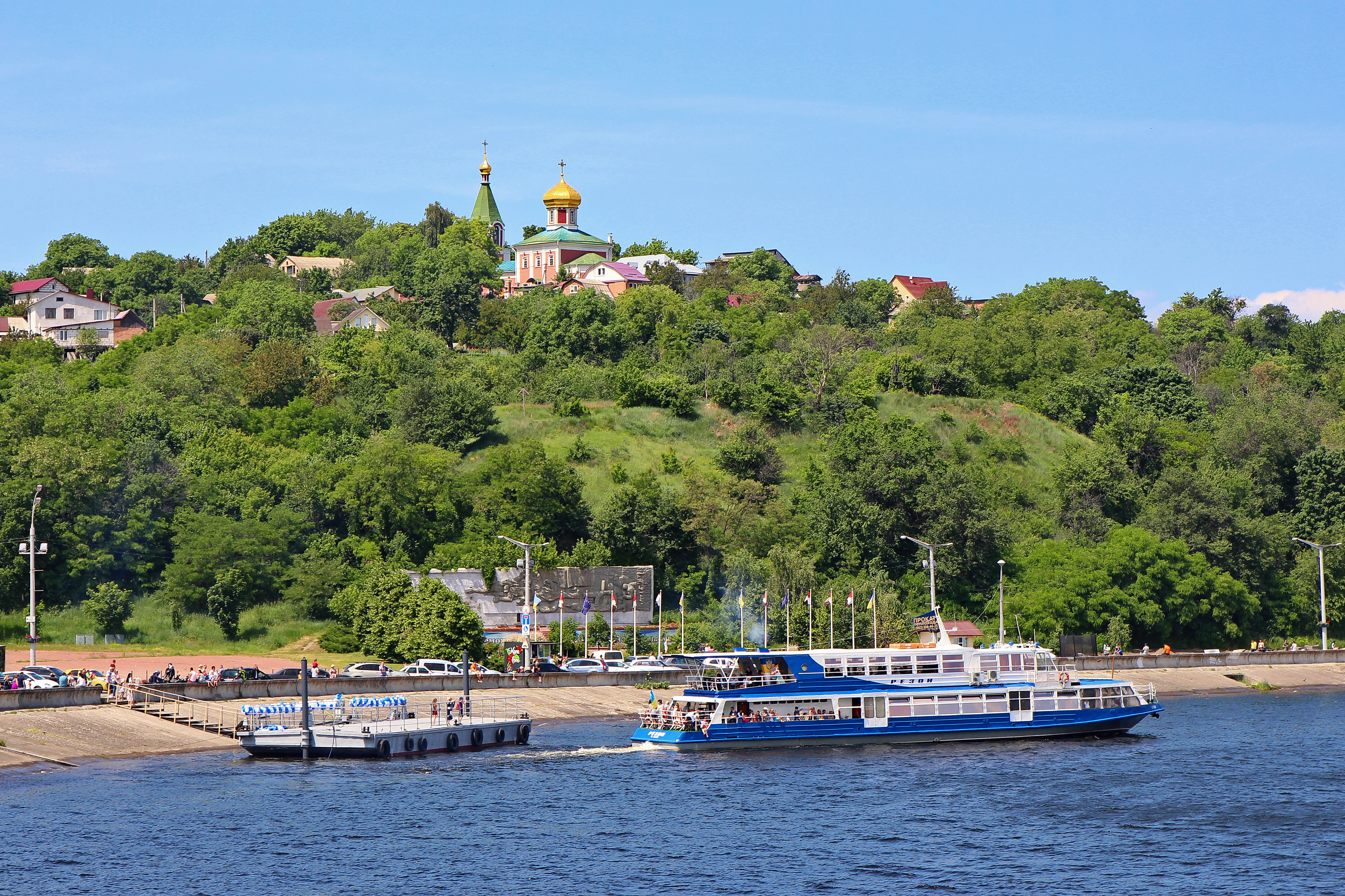
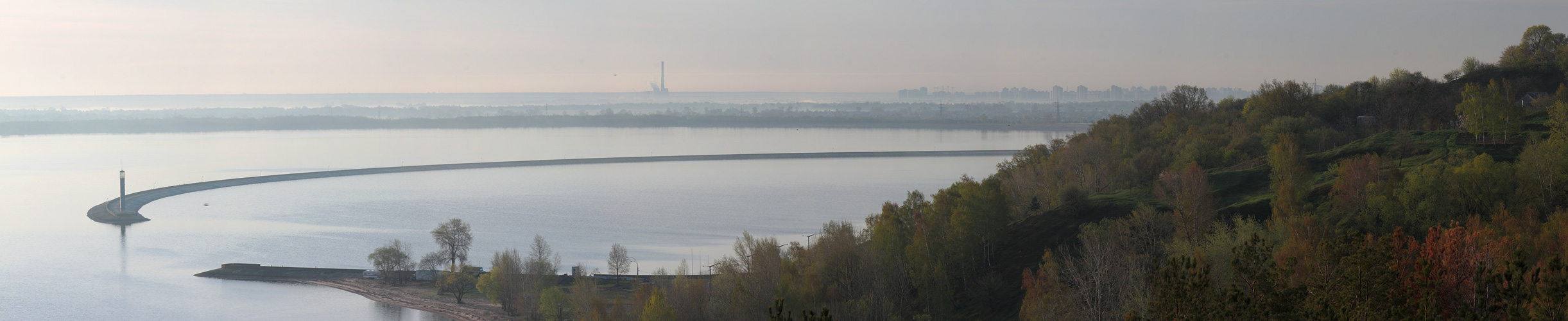
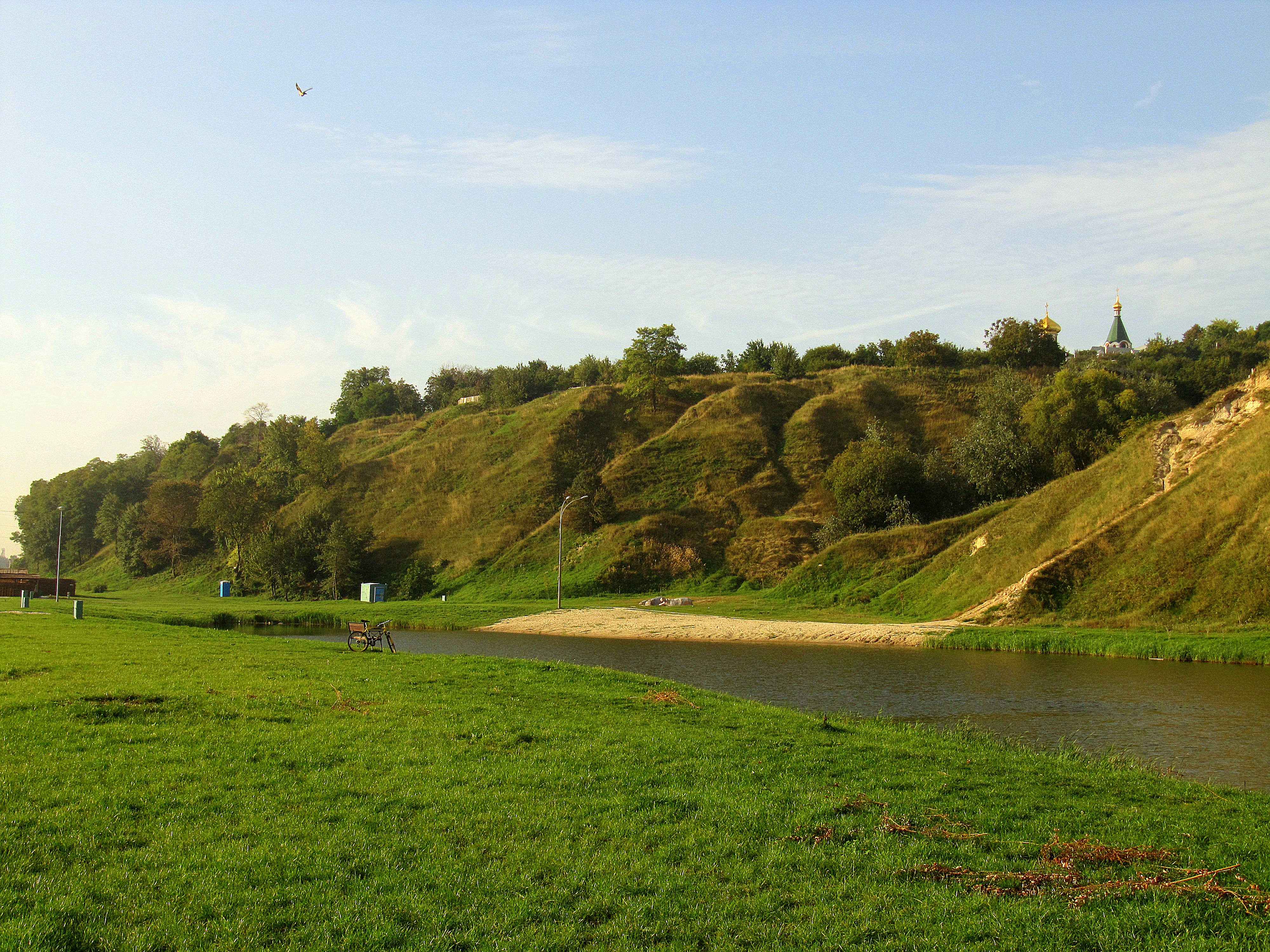
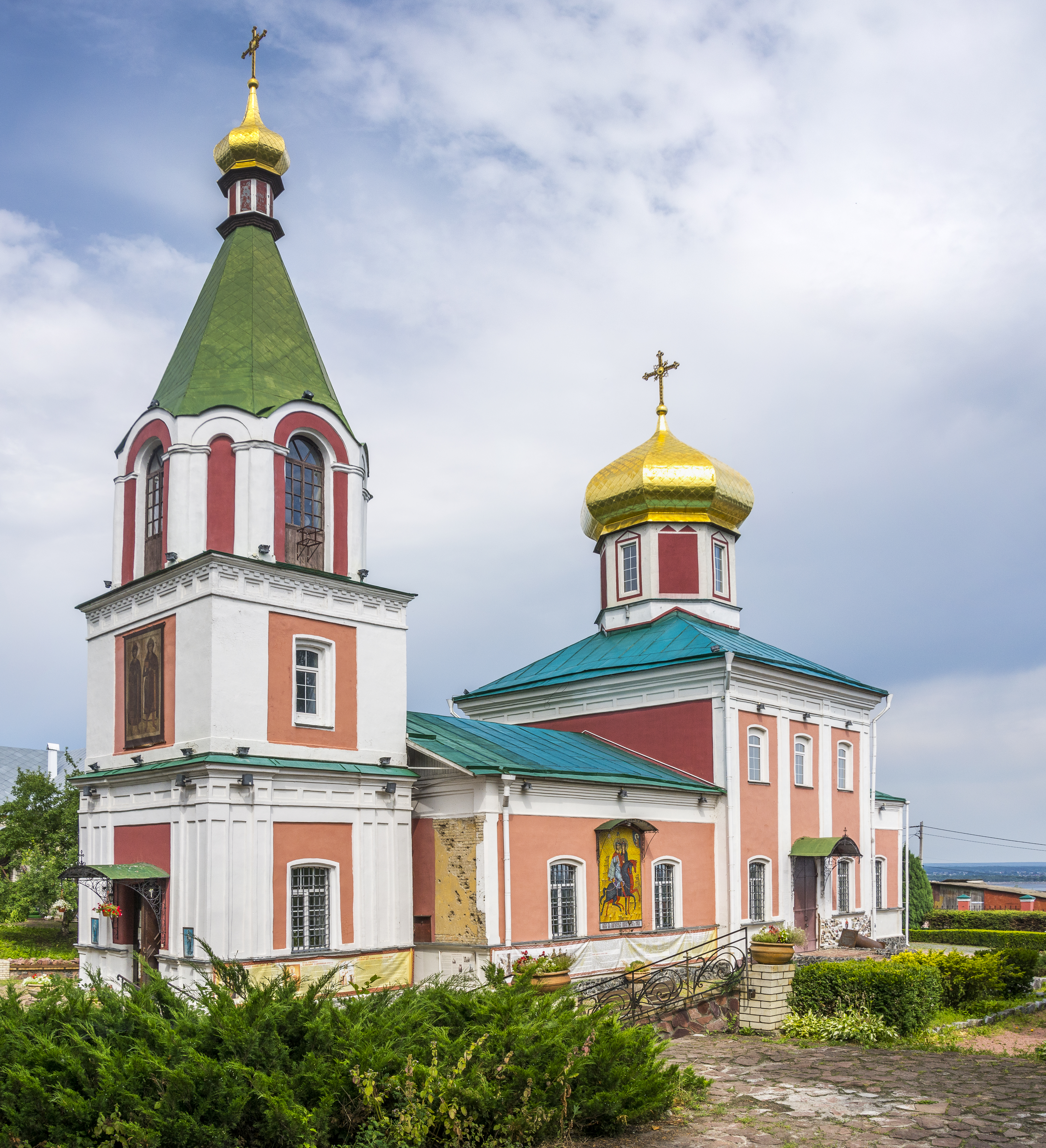
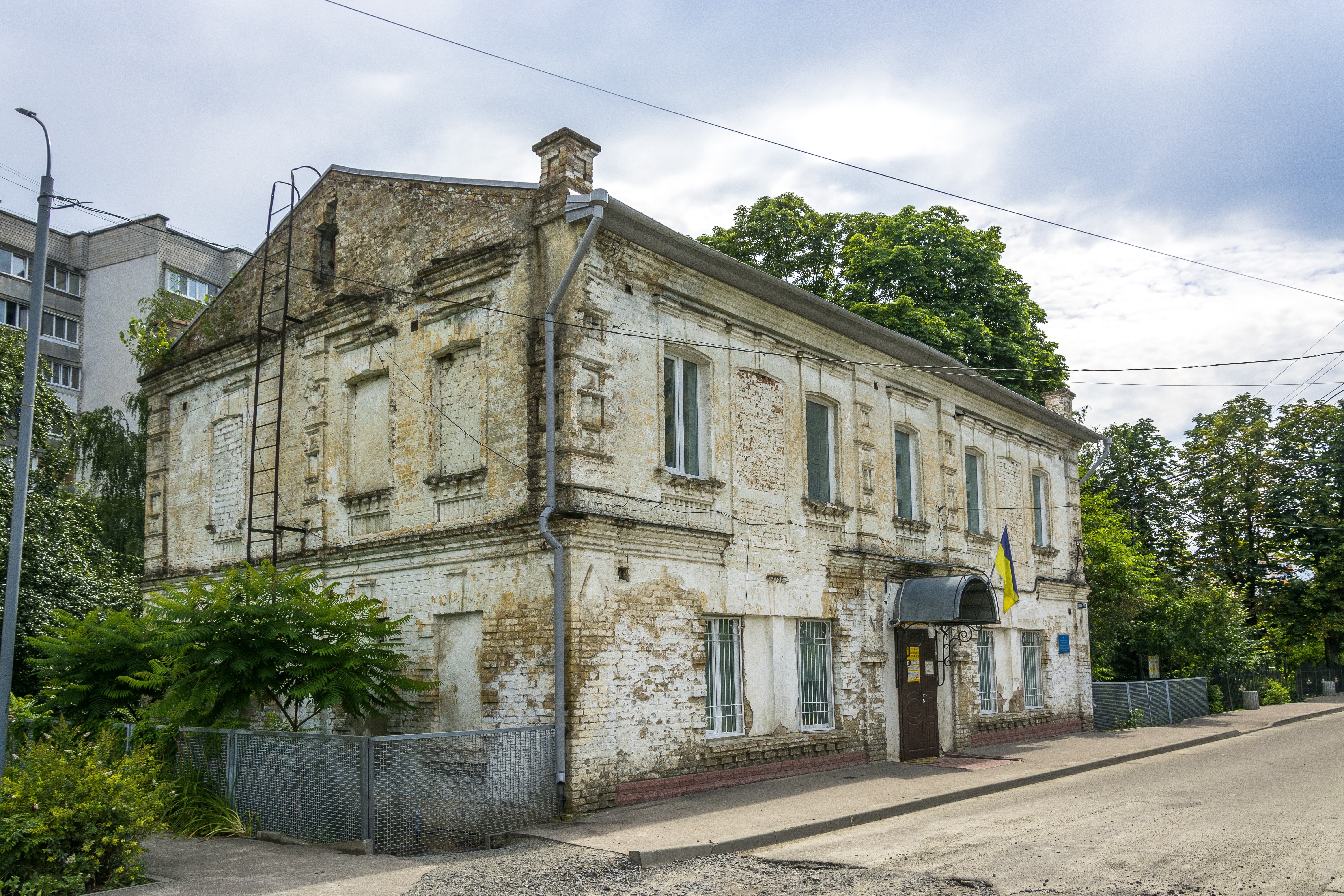
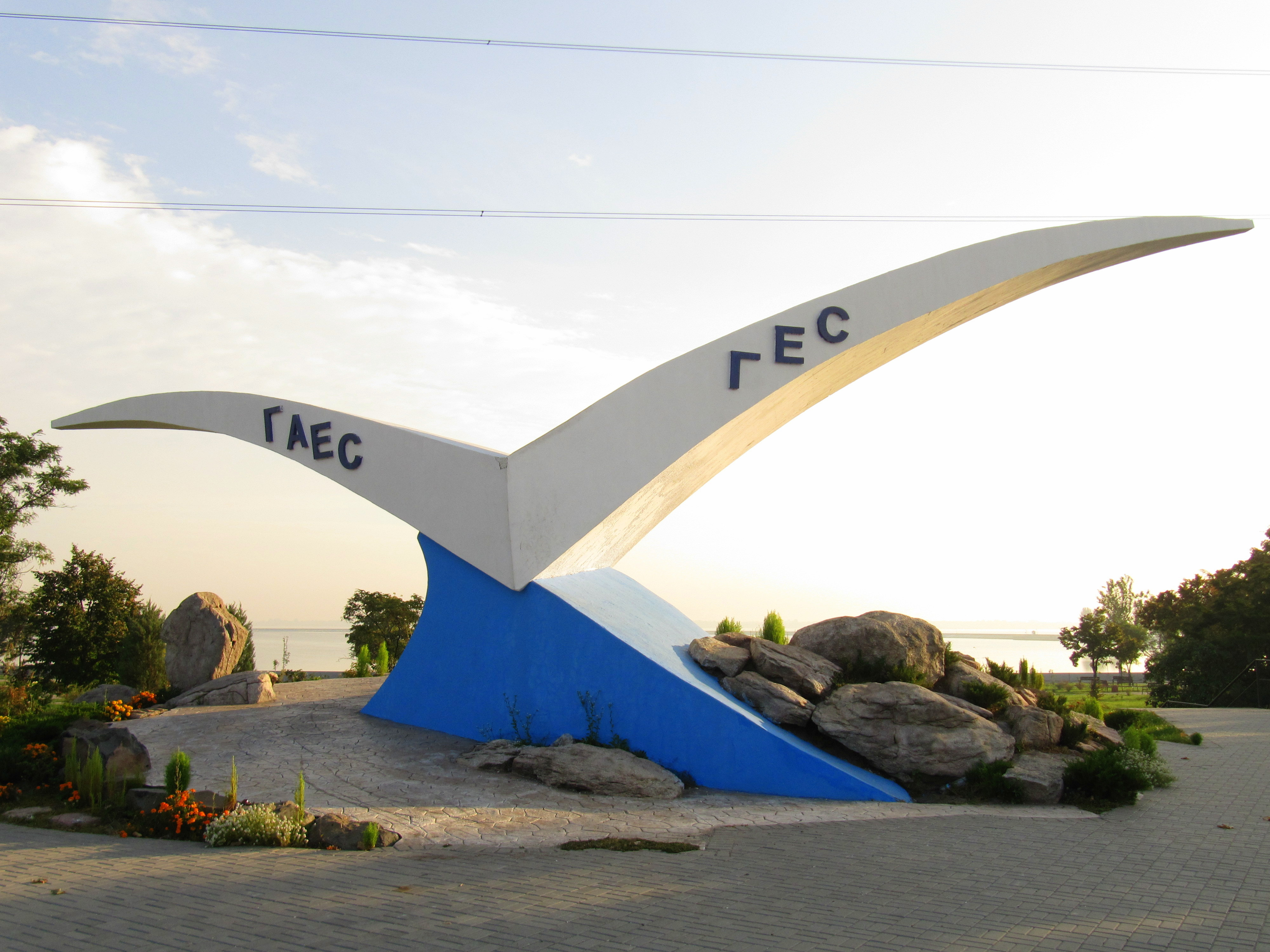
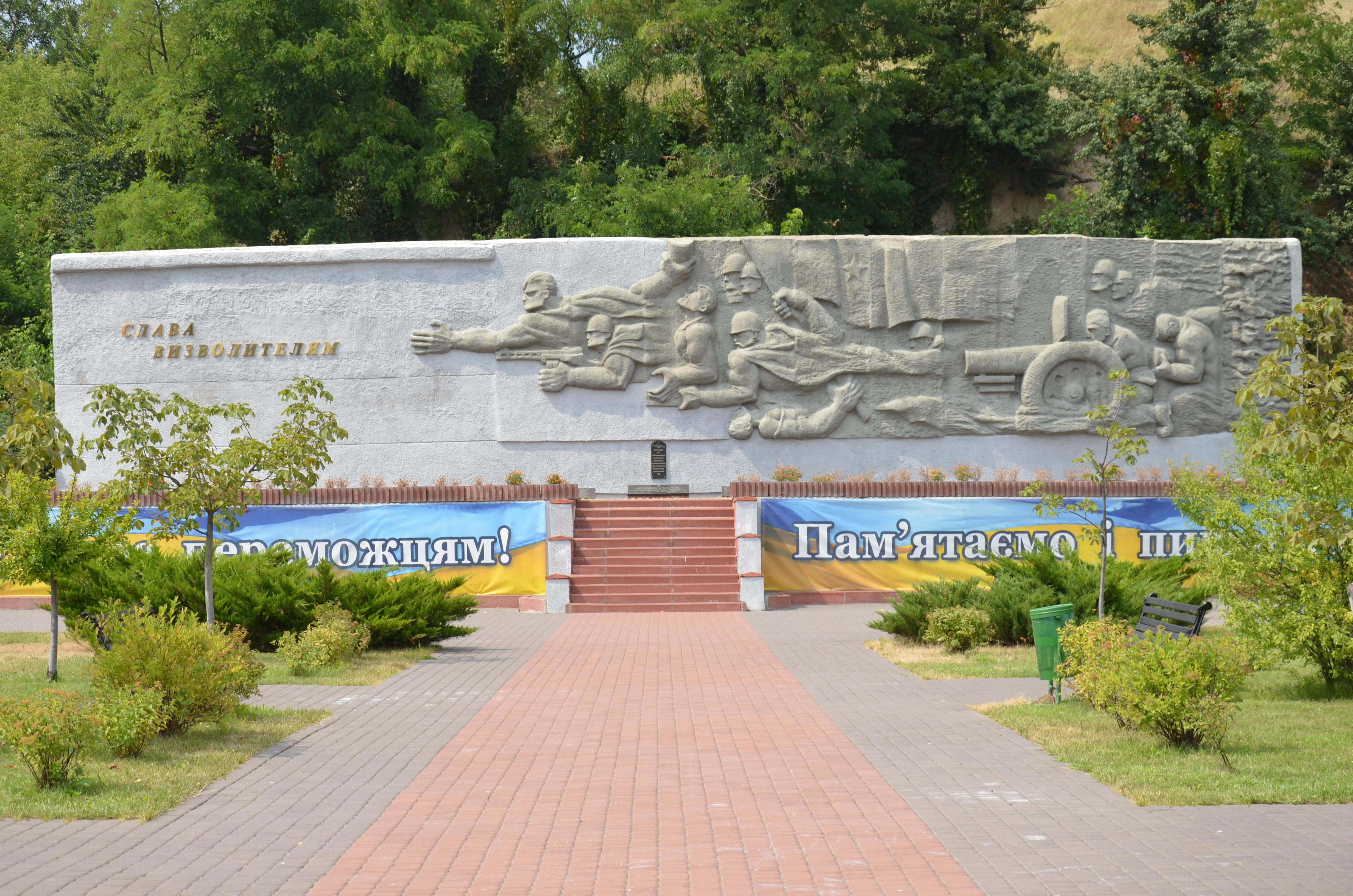
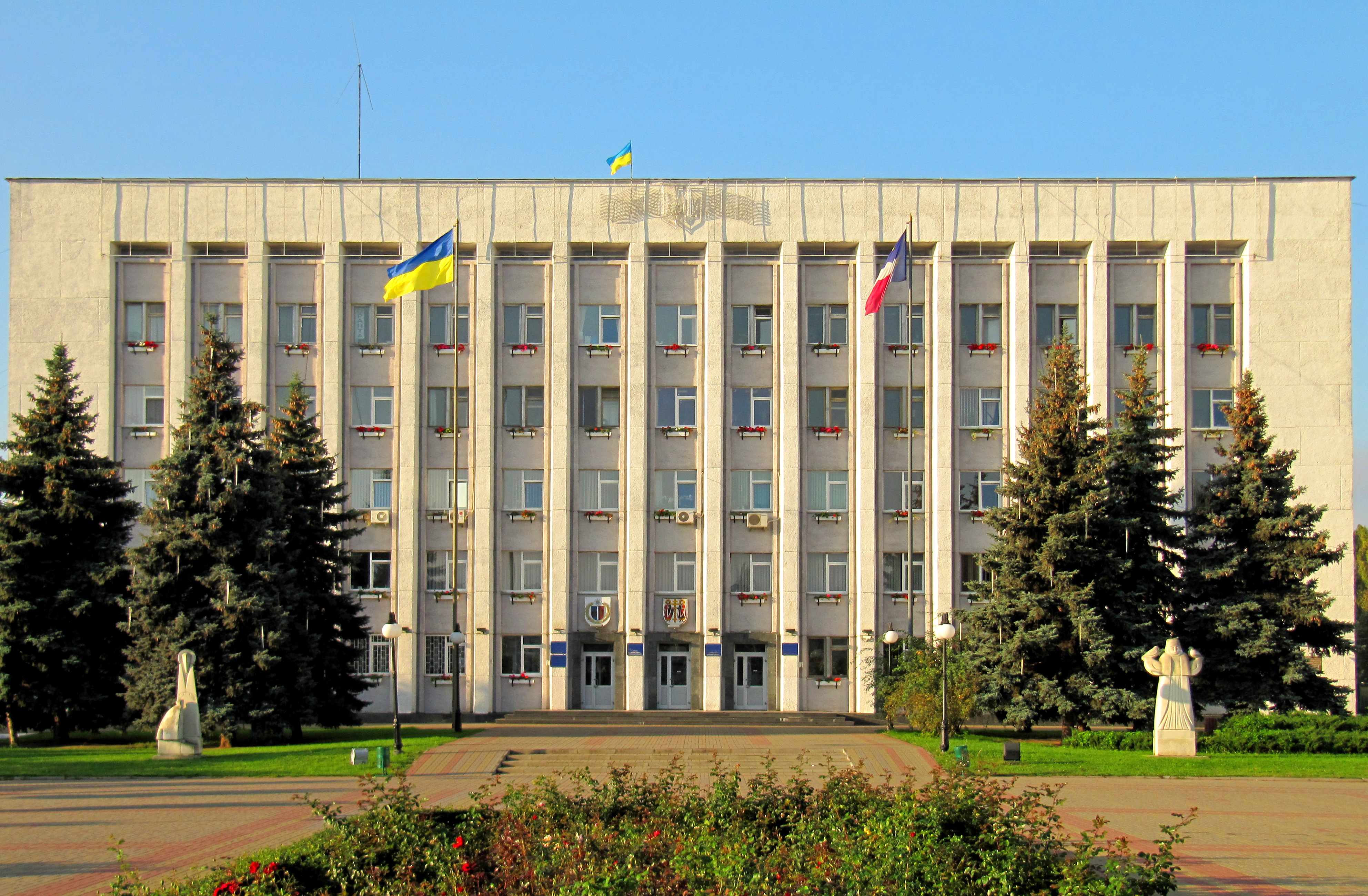

## 友好城市
- 德国 艾谢瑙（1973年）
- 法國 桑斯（1999年）
- 德国 勒拉赫（2001年）
- 北馬其頓 代尔切沃（2002年）
- 波蘭 維什庫夫（2007年）
- 爱沙尼亚 拉克韋雷（2008年）
- 乌克兰 卡尼夫（2012年）